# Abdulrazzaq Murad
Abdulrazzaq Murad (29 de junio de 1990) es un jugador de balonmano catarí que juega de extremo derecho. Es internacional con la selección de balonmano de Catar.
Con la selección disputó los Juegos Olímpicos de Río de Janeiro 2016.

## Palmarés internacional
| Campeonato Mundial  | Campeonato Mundial | Campeonato Mundial | Campeonato Mundial |
| Año                 | Lugar              | Medalla            |                    |
| ------------------- | ------------------ | ------------------ | ------------------ |
| 2015                | Catar              | Medalla de plata   |                    |
| Juegos Asiáticos    |                    |                    |                    |
| Año                 | Lugar              | Medalla            |                    |
| 2014                | Incheon            | Medalla de oro     |                    |
| 2018                | Yakarta-Palembang  | Medalla de oro     |                    |
| 2022                | Hangzhou           | Medalla de oro     |                    |
| Campeonato Asiático |                    |                    |                    |
| Año                 | Lugar              | Medalla            |                    |
| 2018                | Suwon              | Medalla de oro     |                    |
| 2024                | Baréin             | Medalla de oro     |                    |